# Charles François Dumouriez
Charles François du Périer du Mouriez, anomenat Dumouriez (Cambrai, 26 de gener de 1739 - Turville Park, Oxford, 14 de març de 1823) fou un general i polític francès.
Feu la seva primera campanya als 19 anys, com a corneta d'un regiment de cavalleria del qual arribà a ser capità, i com a capità serví en l'exèrcit francès durant la Guerra dels Set Anys, entre 1756 i 1763. Acabada la guerra, fou llicenciat. Sense mitjans econòmics, provà d'allistar-se a l'exèrcit de la República de Gènova que lluitava a Còrsega, però fou rebutjat. Provà de parlar amb Paoli, cap dels insurrectes corsos, que també el rebutjà. Finalment, tractà d'incitar una revolta democràtica a l'illa, però sense cap èxit. Llavors tornà a França i proposà al secretari d'estat d'Afers Estrangers, de la Guerra i de la Marina, Étienne François de Choiseul, duc de Choiseul, un pla per envair Còrsega, que també fou rebutjat. Tanmateix, aconseguí del duc una gratificació de 18.000 lliures i una missió com a agent secret a la cort de Madrid.
El 1768 tornà d'Espanya i fou enviat amb una força d'ocupació a Còrsega, que havia estat comprada per Lluís XV, rei de França, a la República de Gènova.
El 1770 fou enviat en una altra missió secreta a Rússia per tal de donar suport militarment a la revolta dels patriotes polonesos de la Confederació de Bar. El 23 de maig de 1771, al front d'un petit exèrcit de confederats, atacà un exèrcit rus, però fou derrotat pel general Aleksandr Suvórov a la batalla de Lanckorona, a la Petita Polònia.
El 1772 el feren retornar a França i el duc de Broglie, cap de la diplomàcia secreta de Lluís XV, li donà com a missió ajudar el rei de Suècia, Gustau III, en la seva lluita contra l'aristocràcia sueca, però fou arrestat a Hamburg i empresonat a la Bastilla per D'Aiguillon, secretari d'Afers Estrangers francès, que no havia estat informat pel duc de Broglie. No va sortir de la presó fins a la mort del rei, probablement per haver fet desaparèixer part dels fons destinats a la missió.
Lluís XVI l'alliberà i li va donar diversos encàrrecs, entre ells el de dirigir la construcció del nou port de Cherbourg. Durant aquest període rebé el grau de mariscal de camp i el 1789 fou nomenat governador del castell de Caen.
En esclatar la Revolució Francesa, prengué partit pels revolucionaris. Es traslladà a París i el 1790 s'afilià al Club dels jacobins. El 1791 fou comandant de les tropes enviades a esclafar la revolta de la Vendée.
El 1792 fou nomenat ministre d'Afers Estrangers i planejà la guerra contra Àustria d'acord amb Lluís XVI, però es produí la traïció dels militars: quan els girondins reaccionaren amb mesures radicals, el rei els destituí.
Dumouriez dimití i es convertí en un dels caps de l'exèrcit del Nord per la seva amistat amb Danton. A mitjan setembre de 1792 se li uniren els exèrcits de Kellermann i Beurnonville i el 20 de setembre Dumouriez aconseguí derrotar els prussians a Valmy. El 3 de novembre, a Jemappes, derrotà els austríacs i conquerí els Països Baixos austríacs (actual Bèlgica), on introduí una sèrie de mesures revolucionàries, a més d'intentar independitzar-los sota el seu comandament.
Tornà a Paris per provar de salvar Lluís XVI. Va ser rebut amb aclamacions populars, però, es va trobar amb l'oposició dels montagnards i del ministre de la guerra, el que el va apropar als girondins. El 26 de gener de 1793 abandonà París. Arribat a Amiens, s'assabentà de la ruptura de les hostilitats amb Anglaterra i les Províncies Unides. Al front de l'exèrcit del Nord, inicià la conquesta d'Holanda, seguint la política de "fronteres naturals", i prengué Breda i Bergen op Zoom, però el 18 de març fou vençut a Neerwinden.
Dumouriez es posà en contacte amb el comandament austríac per tal d'assolir l'aturada de les hostilitats en canvi d'anar amb les seves tropes cap a París, fer sortir Maria Antonieta i els seus fills de la presó del Temple i restablir la monarquia. El 2 d'abril, la Convenció Nacional envià al seu quarter general el ministre Beurnonville acompanyat d'alguns diputats; Dumouriez lliurà als austríacs els comissaris i el ministre de la guerra, que foren internats a Olmütz. Intentà anar a París però les seves tropes no el seguiren i es passà a l'enemic amb el duc de Chartres, el futur Lluís Felip I de França.
Els seus posteriors i repetits intents de dirigir grups monàrquics des de l'estranger foren sempre un fracàs: el 1800 s'oferí a Rússia, el 1805 a Prússia, el 1807 a Suècia, el 1808 a Portugal i el mateix any entrà a Espanya. A la fi, fou conseller del ministre anglès lord Castlereagh i del duc de Wellington. Dummoriez no tornà mai més a França, i morí a Turville Park, a Anglaterra, el 14 de març de 1823.